# Syllitus araucariae
Syllitus araucariae är en skalbaggsart som beskrevs av Mckeown 1938. Syllitus araucariae ingår i släktet Syllitus och familjen långhorningar. Inga underarter finns listade i Catalogue of Life.